# (35414) 1998 AC3
1998 AC3 (asteroide 35414) é um asteroide da cintura principal. Possui uma excentricidade de 0.12039780 e uma inclinação de 7.76546º.
Este asteroide foi descoberto no dia 3 de janeiro de 1998 por Beijing Schmidt CCD Asteroid Program em Xinglong.